# Tash Sultana
Taj Hendrix Sultana, dit Tash Sultana, est auteur-compositeur-interprète et multi-instrumentiste originaire d'Australie, né le 15 juin 1995 à Melbourne.
Tash Sultana connaît le succès à partir de 2016 grâce à ses vidéos Bedroom Recordings sur YouTube et avec le titre Jungle (en).

## Biographie
Tash Sultana et sa sœur cadette naissent d'une mère australienne et d'un père originaire de Malte. Tash Sultana commence la guitare à l'âge de trois ans, après en avoir reçu une de son grand-père.
Toxicomane, l'artiste développe une psychose causée par des champignons hallucinogènes à l'âge de 17 ans et suit des mois de thérapie, notamment de musicothérapie.

## Carrière

### 2008-2017: débuts et albumNotion
De 2008 à 2012, Sultana chante pour le groupe Mindpilot, qui remporte plusieurs compétitions à Melbourne. Le groupe se sépare en 2012. À la sortie du lycée, Sultana se produit alors dans les rues de Melbourne et apparaît dans la web-série Busker Stories.  Son premier EP intitulé Yin Yang sort en 2013.
C'est en 2016 que l'artiste rencontre un succès fulgurant grâce à ses vidéos YouTube intitulées Bedroom Recordings, qui deviennent virales et atteignent le million de vues, dont celle de Jungle (en) qui fait le tour du monde et cumule plus de 50 millions de vues. Cette même-année, les singles Jungle et Notion (en) se placent respectivement aux 3e et 32e places du classement Triple J Hottest 100 et Sultana remporte le J Award dans la catégorie « Unearthed Artist of the Year ». Sultana crée son label indépendant, Lonely Lands Records, et sort son premier EP intitulé Notion (en) en septembre 2016. Parallèlement, l'artiste collabore avec le rappeur californien Anderson .Paak et le chanteur australien Matt Corby,.
À la suite du succès que connaît l'EP, une tournée mondiale le Notion Tour est annoncée en 2017, avec des passages en Nouvelle-Zélande, au Royaume-Uni, en Allemagne et en Hollande. En plus de sa tournée, l'artiste se produit également dans de nombreux festivals comme les Eurockéennes de Belfort, en France, en juillet 2017. Sultana fait ses débuts à la télévision américaine en octobre 2017 dans l'émission Late Night with Seth Meyers. En novembre 2017, l'artiste entame le Homecoming Tour et se produit dans les grandes villes australiennes telles que Sydney, Adélaïde et Fremantle. L'EP Notion est nommé trois fois aux ARIA Music Awards, l'équivalent australien des Victoires de la musique, et le Notion Tour est nommé dans la catégorie « Best Australian Live Act ».
Au cours de l'année 2017, sortent les titres Murder to the Mind (en) et Mystik (en) qui sont très vite certifiés disques d'or.

### Depuis 2018:Flow State
Tash Sultana commence l'enregistrement de son premier album lors du Homecoming Tour, en décembre 2017. Au départ prévus pour avril 2018, les premiers singles Salvation, Harvest Love et Free Mind paraissent au cours de l'été 2018 et l'album intitulé Flow State (en) sort finalement le 31 août 2018. On y retrouve également les titres Murder to the Mind et Mystik, parus en 2017. L'album est bien reçu par les critiques ainsi que le public et reçoit une moyenne de 76/100 sur le site Metacritic. Nommé dans trois catégories aux ARIA Music Awards, l'album remporte le prix du « Meilleur Album Blues/Folk ».
Sultana se produit au festival Lollapalooza au Chili, en Argentine en mars 2018, à Chicago en août, et à Coachella en avril 2018,. De mai à septembre 2018, l'artiste entame une nouvelle tournée mondiale et se produit en France, sur la scène de l'Olympia.
En février 2019, démarre sa troisième tournée mondiale intitulé Flow State World Tour.
Le 4 avril 2019, Sultana sort le titre Can't Buy Happiness ainsi que le clip réalisé par Dara Munnis. Lors d'une interview à radio Triple J, l'artiste annonce que son deuxième album est en cours d'écriture.

## Influences et style musical
Tash Sultana s'inspire d'artistes néo-soul tels que Erykah Badu, D'Angelo, Lauryn Hill mais également rock comme Jimi Hendrix, Pink Floyd, Fleetwood Mac ou encore Led Zeppelin, ou Bob Marley et Amy Winehouse, .
L'artiste se produit en solo sur scène, pieds nus et enregistre ses instruments au fur et à mesure grâce aux pédales d'effets: c'est la technique du looping. Autodidacte, Sultana joue d'une vingtaine d'instruments dont la guitare (basse, électrique, folk), la mandoline, le piano, la trompette et le saxophone,.

## Vie privée
Tash Sultana est non binaire et préfère l'utilisation du pronom neutre « they » ,. Lors d'un concert, Sultana déclare : 
« Je me fiche des sexes. Je sais que c'est possible. Vous ne pouvez pas m'étiqueter, parce que j'ai choisi d'être libre. Vous pouvez être libre si vous le souhaitez. »
Membre de la communauté LGBTQ+, Sultana milite en faveur du mariage homosexuel en Australie en 2017, et débute tous ses concerts en rappelant que les homophobes, racistes et transphobes ne sont pas les bienvenus. À ce propos, l'artiste  déclare :
« C'est du bon sens. Je n'aime pas jouer pour des gens qui pensent ça. C'est important, et je l'ai dit en Amérique du Sud où beaucoup de gens ne comprennent pas. Je l'ai également dit à Singapour alors que c'est illégal d'être homo et de jurer sur scène. Je ne suis pas en prison mais je l'ai dit. C'est important parce que ce n'est pas un crime. »
Sultana partage sa vie avec sa compagne Jaimie depuis 2017. Leurs fiançailles ont lieu en 2020.
Évoquant ouvertement son passé de toxicomane et sa santé mentale, Sultana représente également l'association australienne Beyondblue, qui apporte informations et soutien aux personnes souffrant de troubles mentaux. En septembre 2017, l'artiste doit reporter une partie de sa tournée européenne en raison de sa santé mentale fragile et explique dans un post Instagram qu'il est « important de s'écouter et de demander de l'aide ».

## Discographie

### Album studio
- 2018 : Flow State (en)
- 2020 : Terra Firma
- 2022 : MTV Unplungged (Live in Melbourne)

### EPs
- 2013 : Yin Yang
- 2016 : Notion (en)
- 2017 : Instrumentals
- 2023: Sugar
- 2025: Return to the Roots

### Singles
- 2016 : Jungle (en)
- 2016 : Notion (en)
- 2017 : Murder to the Mind (en)
- 2017 : Mystik (en)
- 2018 : Salvation
- 2018 : Harvest Love
- 2018 : Free Mind
- 2019 : Can't Buy Happiness
- 2019 : Talk It Out
- 2019 : Daydreaming
- 2020 : Pretty Lady
- 2020 : Willow Tree

## Distinctions

### ARIA Awards
| Année | Travail nommé   | Catégorie                    | Résultat   |
| ----- | --------------- | ---------------------------- | ---------- |
| 2017  | Notion (en)     | Meilleur artiste indépendant | Nomination |
| 2017  | Notion (en)     | Révélation de l'année        | Nomination |
| 2017  | Notion (en)     | Meilleur album blues/folk    | Nomination |
| 2017  | Notion Tour     | Meilleur concert             | Nomination |
| 2018  | Flow State (en) | Meilleure artiste féminine   | Nomination |
| 2018  | Flow State (en) | Meilleur album blues/folk    | Lauréat    |
| 2018  | Flow State (en) | Producteur de l'année        | Nomination |
| 2018  | Salvation       | Meilleure vidéo              | Nomination |
| 2018  | Homecoming Tour | Meilleur concert             | Nomination |

### APRA Awards
| Année | Travail nommé | Catégorie                      | Résultat   |
| ----- | ------------- | ------------------------------ | ---------- |
| 2018  | Jungle        | Blues & Roots Work of the Year | Nomination |
| 2019  | Tash Sultana  | Auteur-compositeur de l'année  | Nomination |
| 2019  | Mystik        | Blues & Roots Work of the Year | Nomination |

### Autres
- - J Awards, 2016 : Unearthed Artist of the Year
  - Pop Awards, 2019 : album de l'année pour Flow State et Emerging Artist of the Year